# Het jaar van het boze konijn
Het jaar van het boze konijn (Engels: The year of the angry rabbit) is een komische sciencefictionroman uit 1956 van de Australische schrijver Russell Braddon. De vertaling werd in 1967 uitgegeven bij de uitgeverij Het Spectrum in hun Prisma Pocketsreeks onder nummer 1255 tegen een kostprijs van 1,75 gulden.  Het thema is de strijd van Australië tegen konijnen, die zich doordat natuurlijke vijanden aldaar ontbreken ongebreideld voortplant(t)en. Het verhaal werd in 1972 gebruikt als basis voor de horrorfilm Night of the lepus; de humor uit het boek was weggelaten; de film is vermoedelijk nooit in Nederlandse of Belgische bioscopen te zien geweest. Janet Leigh speelde in de film, waarbij alle namen uit het originele boek gewijzigd waren.
De nationale bibliotheek van Australië heeft een exemplaar van de Nederlandse vertaling in haar collectie.

## Verhaal
Australië heeft haar konijnenplaag bijna onder de duim, als er op een boerderij weer talloze konijntjes worden geboren. Het kunstmatig toedienen van myxomatose heeft een konijnensoort/ras opgeleverd dat daar resistent voor is geworden. De eigenaar van de boerderij, Alfred Hill, heeft de aan de macht zijnde president Kevin Fitzgerald (roepnaam Ella) in het zadel geholpen en gehouden. Om nog langer te kunnen regeren is Fitzgerald verplicht Hill te helpen en laat een overheidsinstantie een nieuwe variant van myxomatose ontwikkelen. Dat lukt, maar de konijnen zijn er toch maar matig gevoelig voor. Het middel Supermyx blijkt echter extreem goed te werken tegen mensen. Personen die ermee in aanraking komen, overlijden binnen luttele seconden. Fitzgerald ziet daarin een mogelijkheid zijn macht uit te breiden. Hij laat het middel door medewerkers over de wereld verspreiden en chanteert vervolgens de grote machtcentra (Verenigde Staten, Sovjet-Unie, China, Verenigd Koninkrijk). Zij moeten alle wapens inleveren, in ruil daarvoor wordt hun bevolking gespaard. Als alle wapens in Australië zijn beland, blijkt dat de wereldeconomie niet zonder wapenindustrie te kunnen. Fitzgerald geeft de regeringen opdracht die wapens weer opnieuw te maken; kopers/gebruikers moeten ze dan meteen in zee storten. Protesten tegen die onzinnigheid worden gepareerd door te stellen dat ze voorheen ook alleen maar gemaakt werden om vooral niet te gebruiken. Dan blijkt dat de mensheid en hun heersers toch ook niet zonder oorlog kunnen. Om de wereld niet (verder) te beschadigen schrijft Australië voor, dat er gestreden mag worden in onbruikbaar gebied, zoals in de woestijn van Australië. Landen die oorlog willen voeren moeten dan een bijdrage leveren aan de Australische economie, door voor de benodigde wapens te betalen, maar ook door de infrastructuur te verbeteren; zonder wegen immers geen oorlog. Daartegenover stelt Australië dan een desertiebeleid; ieder die “zijn leger” in de steek laat, mag rekenen op een Australische staatsburgerschap. Op deze wijze weet het land drie jaar lang de alleenheerschappij over de wereld te hebben. Ondertussen heeft Fitzgerald om aan de macht te blijven het aantal wetenschappers flink weten uit te dunnen. Dat keert zich tegen hem, als er weer een konijnensoort ontstaat die resistent is tegen het vernieuwde middel. Hij laat de nieuwe soort eerst bombarderen met oudere middelen als atoombommen, maar dit maakt de nieuwe soort alleen maar groter en vraatzuchtiger. Dit helpt niet, evacueren van het land blijkt de enige optie, maar dat maakt Fitzgerald al niet meer mee. Nadat ook Canberra met de grond gelijk is gemaakt, valt Australië in de handen van de abo’s (Aborigines), vergeten bij de evacuatie. Het begint zowaar te regenen. Mens en dier raken in paniek en raken per ongeluk de apparatuur aan die ooit zou dienen voor het in werking zetten van de Supermyx.     